# 梁丘临
梁丘临（?—?），西汉经学家。琅邪郡诸县（治今山东省诸城西南）人。《易》学传述人。

## 生平
梁丘临是易学家梁丘贺之子。承家学，梁丘贺为少府，事多，于是派遣梁丘临从施雠问学。成为汉朝《易经》“梁丘学”的第二代传人。梁丘临任黄门郎。甘露三年（前51年），汉宣帝召集诸儒在石渠阁讨论儒经，梁丘临奉使出席石渠阁议，他奉命问辩诸儒，向诸儒询问《五经》指趣。梁丘临《易》学精熟，专行京房之法。汉宣帝选高材郎十人随他受业。其弟子著名者有五鹿充宗及王骏。

## 家庭
- 父亲：梁丘贺
- 母亲：□氏
- 妻子：□氏